# Vale da estranheza

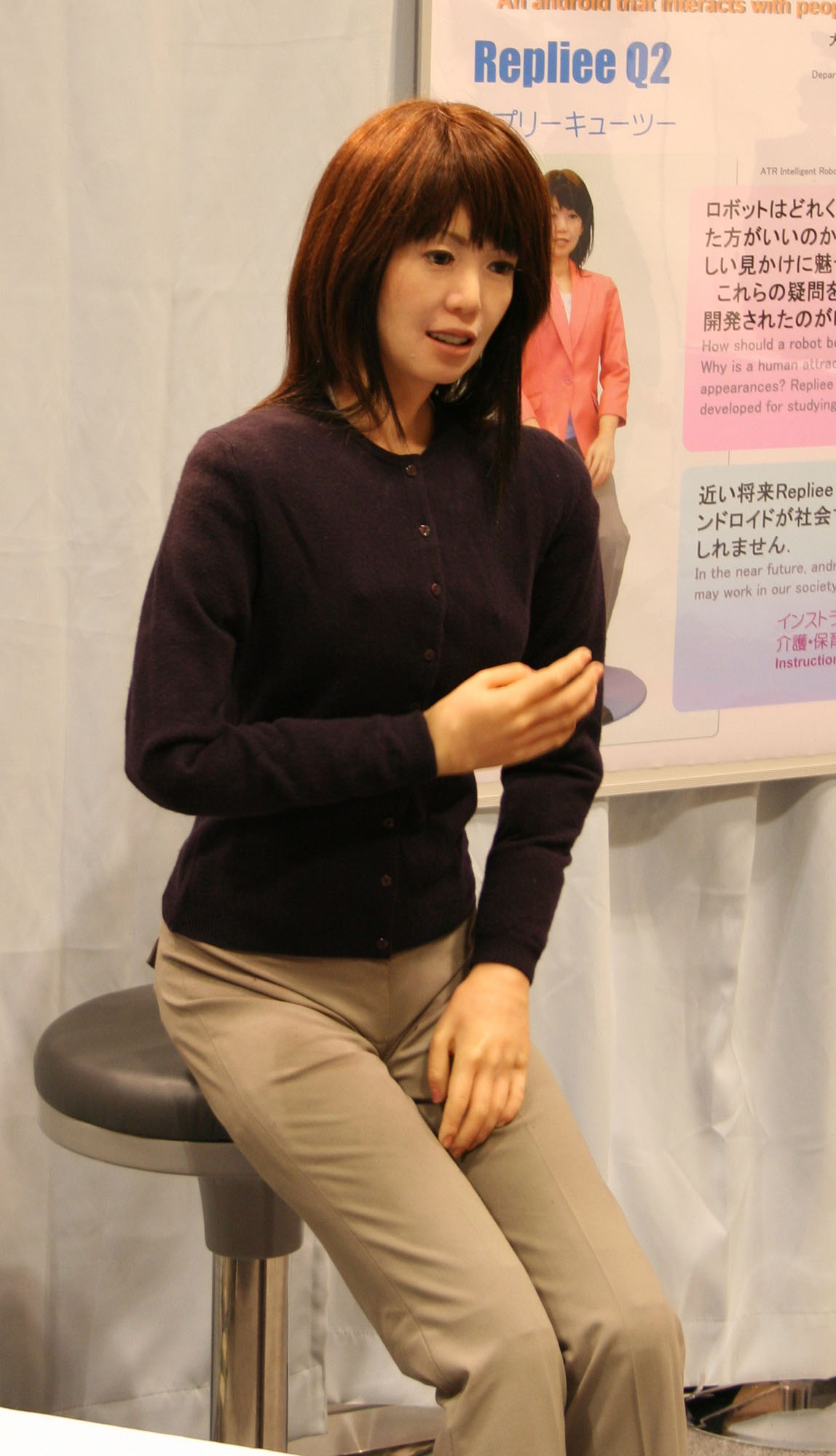
Experimento envolvendo o robô Repliee Q2, parecido com um humano; a estrutura robótica descoberta por baixo do robô; e o humano real que era o modelo para Repliee. O robô parecido com um humano desencadeou o mais alto nível de atividade dos neurônios espelhos.

O vale da estranheza (em inglês:  uncanny valley) é uma hipótese no campo da estética, robótica e computação gráfica que diz que quando réplicas humanas se comportam de forma muito parecida — mas não idêntica — a seres humanos reais, provocam repulsa entre observadores humanos. O "vale" em questão é oriundo de um gráfico da reação positiva de um ser humano em função da verossimilhança de um robô. A expressão foi criada pelo professor japonês de robótica Masahiro Mori.

## Hipótese
A hipótese original de Masahiro diz que, à medida que a aparência do robô vai ficando mais humana, a resposta emocional do observador humano em relação ao robô vai se tornando mais positiva e empática, até um dado ponto onde a resposta rapidamente se torna uma forte repulsa. Entretanto, à medida que a aparência continua menos distinguível de um ser humano, a resposta emocional passa a ser novamente positiva e finalmente aproxima-se do nível de empatia entre dois humanos reais.
Essa área de resposta repulsiva gerada por um robô com aparência e movimentação entre "praticamente humano" e "completamente humano" é o chamado vale da estranheza. O nome abrange a ideia de que um robô com aparência quase humana aparenta "estranho" para alguns humanos, produzindo essa sensação e falhando em ativar uma resposta empática necessária para uma interação humano-robô produtiva.

## Alicerce Teórico
Múltiplas teorias foram propostas para elucidar o mecanismo cognitivo e razão evolucionária subjacente ao fenômeno em questão:
- Seleção de parceiros: A avaliação automática de estímulos faciais e corporais, realizada por um mecanismo cognitivo evolutivo, pode gerar repúdio e estranheza do fenômeno em questão. Este mecanismo, moldado ao longo de milhares de anos, visa identificar potenciais parceiros com características preditivas de alta fertilidade, saúde hormonal e sistema imunológico robusto. Através da análise de características visíveis do rosto e do corpo, o cérebro humano é capaz de fazer inferências sobre a qualidade genética do indivíduo, influenciando a percepção de atratividade e a propensão à escolha do parceiro, levando assim, indivíduos que não atendem aos requisitos, serem tratados com aversão. [7]
- Aversão a patógenos: A presença de estímulos estranhos, como anomalias visuais em andróides, robôs ou personagens animados, pode ativar um mecanismo cognitivo, no qual visa proteger os seres humanos de doenças e patógenos. A aversão a defeitos em organismos humanóides se intensifica à medida que estes se assemelham mais aos humanos. Isso ocorre por três motivos principais: (I) defeitos físicos podem ser indicadores de doenças, alertando sobre o risco de contágio, (II) organismos com aparência mais humana possuem maior proximidade genética com os seres humanos, aumentando a probabilidade de compartilharem doenças, (III) a similaridade genética facilita a transmissão de doenças causadas por bactérias, vírus e parasitas. [7]. As anomalias visuais em andróides, robôs e personagens animados, que violam nossa expectativa do padrão humano, causam reações de alarme e repulsa. Similarmente, a presença de cadáveres ou indivíduos visivelmente doentes também ativa esse mecanismo. [8][9]
- Saliência da morte: O encontro com um robô "esquisito", especialmente um andróide parcialmente desmontado, pode despertar em nós um medo inato da morte. Essa reação se origina de um conjunto de fatores psicológicos e culturais profundamente enraizados em nossa psique. A presença de andróides em tais estados evoca medos subconscientes relacionados à nossa própria mortalidade, a dicotomia entre a fachada humana e o interior mecânico do andróide aciona o receio de que sejamos, no fundo, apenas máquinas sem alma, destituídas de essência e significado. A imagem de andróides mutilados, decapitados ou desmontados remete a um campo de batalha, servindo como um lembrete brutal da nossa própria fragilidade e da inevitabilidade da morte. Como a maioria dos andróides são réplicas de pessoas reais, eles assumem o papel de "doppelgängers", despertando o medo de serem substituídos em diversos aspectos da vida, seja no trabalho, nos relacionamentos ou em outros contextos. Os movimentos bruscos e desajeitados de um andróide podem ser perturbadores, pois evocam o medo de perder o controle sobre nosso próprio corpo, um presságio da perda de autonomia e da fragilidade da vida. [10]
- Incerteza categórica: Em nossa cognição, humanos e não-humanos representam categorias distintas e mutuamente exclusivas. Quando algo se aproxima de um ponto em que parece transitar entre essas categorias, como um robô com movimentos extremamente fluidos ou uma animação 3D com expressões faciais complexas, pode desencadear dissonância cognitiva. A dissonância cognitiva ocorre quando um indivíduo possui crenças conflitantes. Nessa situação, o indivíduo experimenta desconforto psicológico em busca de uma forma de reconciliar as crenças em conflito. No caso do vale misterioso, existe um conflito entre a crença de que a entidade é humana e a crença de que não é. Algo que parecia humano pode, repentinamente, parecer não-humano, ou até mesmo alternar entre ambas as percepções conforme o observador o observa. A representação artificial pode ser tão realista que nos leva a acreditar que a entidade está viva, mas falha em alcançar a perfeição da realidade, gerando um conflito com nossas expectativas sobre como uma pessoa viva se comportaria. Esse descompasso entre o que observamos e nossas expectativas pode gerar sentimentos de ambivalência ou até mesmo ameaça. Em outras palavras, causa medo. [11]

## Críticas
O conceito de vale misterioso também foi objeto de diversas críticas. 
- Alguns estudiosos propõem que a percepção do vale da estranheza, um fenômeno psicológico que gera desconforto ao se deparar com entidades quase humanas, como robôs ou animações 3D realistas, pode ser mais comum em gerações mais velhas. A argumentação se baseia na ideia de que indivíduos mais jovens, habituados a efeitos robóticos e CGI complexos desde a infância, podem ser menos propensos a desenvolver a mesma aversão a representações artificiais quase humanas.[12]
- A evidência empírica para a hipótese original do Vale da Estranheza tem sido inconsistente. Estudos diferentes relataram resultados diferentes, tornando difícil tirar conclusões firmes sobre a existência e a natureza do fenômeno. A hipótese original do Vale da Estranheza não é a única explicação possível para os sentimentos de desconforto que as pessoas experimentam ao interagir com objetos ou seres humanos quase humanos. O conceito de Vale da Estranheza não está bem definido, o que dificulta a realização de pesquisas e a comparação de resultados. É necessário uma definição mais precisa do fenômeno antes que ele possa ser estudado de forma rigorosa. A hipótese original do Vale da Estranheza se concentra principalmente na aparência dos objetos e seres humanos quase humanos. No entanto, outros fatores, como o comportamento e a personalidade, também podem contribuir para os sentimentos de desconforto. [13]